# マハラジャレラ駅
マハラジャレラ駅(Maharajalela)は、クアラルンプールにあるKLモノレールの駅のひとつ。チャイナ・タウンの最寄駅の一つ。

## 駅周辺
- プタリン通り (チャイナタウン)
- ムルデカ・スタジアム(Stadium Merdeka)
- 陳氏書院